# Stanozolol
Stanozolol eller Stanazolol, der også betegnes Winstrol eller Winstrol Depot, er et anabolt steroid. Stanozolol er et muskelopbyggende testosteron-lignende stof, der er et udbredt og meget anvendt doping middel. Den kemiske betegnelse for stanozolol er (1S,3aS,3bR,5aS,10aS,10bS,12aS)-1,10a,12a-trimethyl-1,2,3,3a,3b,4,5,5a,6,7,10,10a,10b,11,12,12a-hexadecahydrocyclopenta[5,6]naphtho[1,2-f]indazol-1-ol, se strukturformlen.
Stanozolol var det doping middel som 100m sprinteren Ben Johnson tog, da han satte ny verdensrekord ved OL i Seoul i 1988.

## Kendte bivirkninger
Håraffald, smerter på injeksionssted, hovedpine, kramper, forhøjet blodtryk, leverskader, forstørret prostata, ændringer i kolesterolværdien, akne (bumser, filipenser) samt allergiske reaktioner.